# Lakes of the Four Seasons
Lakes of the Four Seasons est une census-designated place située dans les comtés de Lake et de Porter, dans l’État de l'Indiana, aux États-Unis. Lors du recensement de 2020, elle compte 7 091 habitants.